# Miami-Dade megye
Miami-Dade megye egy összevont város-megye az Amerikai Egyesült Államokban, Florida államban. Megyeszékhelye és legnagyobb városa Miami. Lakosainak száma 2 701 767 fő (2020). Miami-Dade megye Broward, Monroe és Collier megyékkel határos.

## Népesség
A megye népességének változása:
| Lakosok száma | 446  | 159  | 85   | 257  | 4955 | 11 933 | 2 566 718 | 2 592 710 | 2 693 117 | 2 701 767 |
|               | 1840 | 1850 | 1870 | 1880 | 1900 | 1910   | 2011      | 2012      | 2015      | 2020      |